# Грдзелвелеби
Грдзелвелеби (груз. გრძელველები) — село в Грузии, на территории Тианетского муниципалитета края (мхаре) Мцхета-Мтианети.

## География
Село находится в центральной части Грузии, на правом берегу реки Вашлиани (левый приток реки Иори), на расстоянии приблизительно 26 километров (по прямой) к юго-востоку от посёлка городского типа Тианети, административного центра муниципалитета. Абсолютная высота — 1089 метров над уровнем моря.

## Население
По результатам официальной переписи населения 2014 года в Грдзелвелеби проживало 7 человек (5 мужчин и 2 женщины). В национальной структуре населения грузины составляли 100 %.
| Год  | Население, человек |
| ---- | ------------------ |
| 2002 | 10                 |
| 2014 | ↘ 7                |